# Igor Rubstov
Igor Rubstov, né le 4 mai 1980 à Moscou (Russie), est un joueur russe de tennis de table évoluant en Pro A. Il est no 57 mondial au 3 juin 2010 et no 10 français au 18 décembre 2010. Il évolue actuellement[Quand ?] au Levallois SC TT avec Chuan Chih-Yuan, Emmanuel Lebesson et Simon Gauzy.